# Chris Motionless
Christopher Thomas "Motionless" Cerulli né à Scranton (Pennsylvanie) est un auteur, compositeur et interprète américain.

## Biographie
Il naît à Scranton (Pennsylvanie) le 17 octobre 1986.
Il fait partie du groupe de Metalcore, Motionless in White depuis 2005.
Dans une interview à Blick.de, il dit être fan de Taylor Swift.